# Helena Larys-Pawińska
Helena Larys-Pawińska wł. Helena Pęska, promo voto Pawińska, secundo voto Fuchs (ur. 10 lub 14 maja 1878 w Warszawie lub Młodowie, zm. 7 marca 1964 w Szczecinie) – polska aktorka teatralna i filmowa.

## Życiorys
Aktorstwa uczyła się na prywatnych lekcjach u Romana Żelazowskiego i Józefa Śliwickiego. W 1899 roku wyszła za mąż za Stanisława Pawińskiego i pod tym nazwiskiem debiutowała na scenie. Występowała w Poznaniu (Teatr Polski, 1902–1903), Lwowie (Teatr Miejski, 1903–1905) oraz Warszawie (Teatr Mały w Filharmonii 1906–1907, Warszawskie Teatry Rządowe 1907-1915).
W 1915 roku została ewakuowana w głąb Rosji, gdzie występowała w Teatrze Polskim w Moskwie (1916) oraz w Teatrze Polskim w Kijowie (1916–1918). W tym okresie zaczęła na stałe używać nazwiska Larys-Pawińska. Następnie powróciła do Polski i w latach 1919–1921 grała w teatrach stołecznych: Dramatycznym (1919–1920), Rozmaitości i Reduta (1920–1921) oraz Małym i Komedia. Lata 1921–1925 spędziła na występach gościnnych, m.in. w Łodzi (1921), Sosnowcu (1922-1923), Poznaniu (1924) oraz Toruniu (1925). Następnie powróciła do Warszawy, grając do 1939 roku w Teatrze Letnim, Teatrze Narodowym (1926–1933), Teatrze 8:30 (1933–1934), Teatrze Aktora (od 1934) oraz Teatrze Malickiej (1938–1939).
Lata II wojny światowej spędziła w stolicy, występując w teatrach jawnych: Komedia (1940–1942) oraz Maska (1944). Po zakończeniu walk była członkinią zespołów: Starego Teatru w Krakowie (1945–1946), Teatru Zagłębia w Sosnowcu (1947–1949) oraz Teatru im. Adama Mickiewicza w Częstochowie (1949–1950). Następnie przeniosła się do Szczecina, gdzie aż do śmierci grała najpierw w Państwowym Teatrze Polskim (od 1951 roku), a następnie w Państwowych Teatrach Dramatycznych.
Została pochowana na Cmentarzu Centralnym w Szczecinie (kw. 21A-2-9).

## Filmografia
- Grzeszna miłość (1929)
- Dusze w niewoli (1930) - Ewa, ciotka Jadwigi
- Czy Lucyna to dziewczyna? (1934) - kobieta na przyjęciu u Bortnowskiego

Źródło: Film Polski